# Панина, Татьяна Валерьевна
Татьяна Валерьевна Панина (род. 20 декабря 1969, Москва) — российская и белорусская профессиональная шоссейная велогонщица. Призёр чемпионатов России и Беларуси. Чемпионка мира "Мастерс" в гонке с раздельного старта 2010 года. Мастер спорта России международного класса. Олимпийская чемпионка WorldMastersGames 2017 в Новой Зеландии

## Биография
Родилась в Москве. С 6 лет занималась плаванием под руководством отца. С 1980 года занималась лёгкой атлетикой, выполнила норматив кандидата в мастера спорта, являлась членом молодежной команды участвовала в международных соревнованиях в беге на дистанции 800 и 1500 м.
В возрасте 19 лет перешла в велоспорт. Первый тренер Шрубок. Выполнила норматив мастера спорта России. В 1993 году прервала спортивную карьеру, чтобы родить дочь Евгению, после рождения которой работала тренером сборной России по триатлону. Её воспитанниками являются призёр чемпионата мира Иван Тутукин и участник Олимпийских Игр 2004 и 2008 годов Игорь Сысоев.
В 2003 году встретила своего будущего супруга врача сборной команды по велоспорту А.С. Панина и возобновила спортивную карьеру под его руководством. В 2004 году приняла участие в трековом чемпионате мира 2004 года в Мельбурне и шоссейном в Вероне. В 2006 и 2009 годах становилась призёром чемпионата России по шоссейному велоспорту в групповой гонке.
C 2009 года представляла Беларусь. В 2010 году завоевала бронзовую медаль чемпионата Беларуси в индивидуальной гонке и приняла участие в чемпионате мира в Австралии.
В 2012 году родился сын Иван.
С 2015 года работает тренером в п.г.т. Карабаш (Татарстан), создала команду Tatneftvelo.
В 2016 году стала чемпионкой Татарстана по велоспорту-шоссе (гонка с раздельным стартом). Воспитанницы Татьяны Паниной являются победителями и призёрами Татарстана по велоспорту-шоссе и маунтинбайку.
В 2017 году стала золотой медалисткой на мировых олимпийских играх World Masters Games 2017 в гонке с раздельным стартом.